# 张力围栏
张力围栏（Taut wire fence systems），是一种周界入侵探测系统，其根本原理是利用机械力量的平衡作为探测手段。當有異物接觸到圍欄上緊綳的線材時，因線材張力產生變化而觸動感測裝置，事件將被傳達到後台資訊系統並作必要的警示及通知，以達到安全偵測的效果。張力圍欄除了用來偵測異物入侵圍欄外，亦可反向操作而用於監獄的安全設施，以防止犯人脫逃。

## 系统构成
张力围栏由锚柱、探测器柱、水平张力线构成，根据系统的不同，可以有垂直的采集线。锚柱在一个探测防区的两端，探测器柱在防区的长度中心。
锚柱之间水平排布多条金属丝构成的张力线，其材质可以是碳钢、不锈钢等，形式可以是钢丝、刺丝等。水平的张力线需要有一定的张紧力，以保证系统正常工作。
探测器柱位于防区的正中，其上安装有探测器，探测张力线上的状态变化。